# Ghiorghi Kvirikașvili
Ghiorghi Kvirikașvili (în georgiană გიორგი კვირიკაშვილი, n. 20 iulie 1967, Tbilisi, Republica Sovietică Socialistă Gruzină, URSS) este un politician și economist georgian, primul ministru al Georgiei între 30 decembrie 2015 - 13 iunie 2018 din partea partidului „Visul Georgian”. El a mai îndeplinit funcțiile de ministru al economiei și al stabilității dezvoltării (2012- decembrie 2015), viceprim-ministru (iulie 2013-decembrie 2015) și, pentru o scurtă perioadă - ministru de externe (septembrie - decembrie 2015). Kvirikașvili s-a făcut cunoscut pentru eforturile sale de promovarea integrării Georgiei în spațiile european și euro-atlantic și pentru sporirea investițiilor externe în țara sa. Ca pregătire profesionala, el este medic, profesie pe care a încetat să o practice, și economist.

## Biografie

### Anii de tinerețe
Născut în 1967 la Tbilisi, pe atunci în Uniunea Sovietică, Ghiorghi Kvirikașvili a absolvit prestigiosul liceu-internat de matematică și fizică Komarov din capitala Georgiei. Apoi în anii 1986-1988 a făcut serviciul militar în armata sovietică. În anul 1995 a terminat studii de medicină la Universitatea de medicină din Tbilisi, iar apoi a făcut studii de economie la Universitatea din Tbilisi. În 1988 a obținut titlul de master în studii financiare la Universitatea Ilinois în Statele Unite.

### Cariera profesională și politică
În anii 1993-1999 Kvirikașvili a îndeplinit funcții de director general în mai multe bănci din Georgia, iar în anul 1999 a fost adjunctul șefului biroului de fisc și probleme monetare din cadrul Cancelariei Președintelui Georgiei. În anii 1999-2004 el a fost deputat în parlament din partea partidului „Noua Dreaptă” și membru în comisia economică a Parlamentului. După Revoluția Trandafirilor care l-a adus la președinția țării pe Miheil Saakașvili, Kvirikașvili s-a întors în lumea afacerilor. Între anii 2006-2011  a fost directorul general al Băncii Kartu aflată sub controlul  magnatului financiar Bidzina Ivanișvili.

#### Ministru al economiei, viceprim ministru și ministru de externe
După intrarea lui Bidzina Ivanișvili în politică, Kvirikașvili s-a alăturat mișcării politice a acestuia, „Visul Georgian” și din 2012, după victoria în alegerile parlamentare Kvirikașvili a fost cooptat în guvernul Ivanișvili ca ministru al economiei si al stabilității dezvoltării. În iulie 2013  a fost numit și vice-prim ministru. El a continuat sa detină aceste funcții și în guvernul Irakli Garibașvili format în 2013 după retragerea în culise a lui Bidzina Ivanișvili.În septembrie-decembrie 2015 a deținut și portofoliul afacerilor externe.

#### Prim ministru
Dupa demisia primului ministrului Irakli Garibașvili, partidul Visul Georgian l-a desemnat pe Kvirikașvili ca nou șef de guvern.  La 30 decembrie 2015 parlamentul a votat încrederea în noul său guvern cu 86 voturi pentru și 28 contra.
Guvernul Kvirikașvili s-a concentrat asupra creșterii economice și promovării inițiativei private. Noul premier a declarat ca relațiile georgiene-americane trebuie să fie șira vertebrală a stabilității,a dezvoltării economice și a democratizării în regiune.